# Donkey Kong Land III
Donkey Kong Land III (スーパードンキーコング3?, Sūpā Donkī Kongu 3) è il terzo e ultimo Donkey Kong Land della trilogia di giochi per Game Boy. È stato sviluppato da Rareware e distribuito da Nintendo. In questo caso, DKL3 è sia un remake che un parziale seguito di Donkey Kong Country 3: Dixie Kong's Double Trouble!. Come gli altri giochi della serie, DKL3 è stato migliorato per il Super Game Boy ed è stato confezionato con una cartuccia giallo banana. Donkey Kong Land III ha ricevuto un punteggio di 81,25% su GameRankings.

## Trama
È cominciata una gara con grandi premi per chi trova per primo il Mondo Perduto (Lost World). Donkey Kong e Diddy sono decollati, lasciando la scontenta Dixie indietro. Decisa a dimostrare di essere brava come i suoi parenti, Dixie si unisce al cugino Kiddy Kong. Sfortunatamente, King K. Rool e la sua ciurma stanno cercando in lungo e in largo il Mondo Perduto. Sebbene non venisse mai detto nel gioco, si pensa che sia ambientato nel Kremisferno Superiore, visto che gli archetipi dei livelli sono gli stessi di quelli in DKC3 (che è ambientato appunto nel Kremisfero Superiore). Sebbene i livelli avessero le stesse ambientazioni e ci siano gli stessi boss, i mondi e i livelli erano tutti inediti.

## Eredità
Il 28 gennaio 2000, oltre due anni dopo l'uscita del gioco in Europa, Nintendo ha messo in commercio una versione migliorata del gioco per Game Boy Color in Giappone. Con il nome Donkey Kong GB: Dinky Kong & Dixie Kong, la versione migliorata era incompatibile con il Game Boy e per qualche ragione, non uscì al di fuori del Giappone.